# Jigsaw (Webserver)
Jigsaw ist eine in Java geschriebene Webserver-Software. Sie ist der Nachfolger des CERN httpd, der ersten Webserver-Software überhaupt, und wurde vom W3C entwickelt.
Jigsaw beherrscht HTTP/1.1 und ist eine Referenzimplementierung für das W3C und eine experimentelle Plattform für die Internet-Gemeinde. Der Server ist über HTML-Formulare konfigurierbar, und neue Java-Klassen können während des Betriebs hinzugefügt werden.
Die erste veröffentlichte Version war 1.0alpha1 und erschien im Juni 1996. Version 2.0.0 wurde am 24. Dezember 1998 fertiggestellt. Die letzte veröffentlichte Version ist 2.2.6 vom 10. April 2007.